# فریدلی (مینه‌سوتا)
فریدلی، مینه‌سوتا (به انگلیسی: Fridley, Minnesota) یک شهر در ایالات متحده آمریکا است که در مینه‌سوتا واقع شده‌است.

## خصوصیات
فریدلی ۲۸٫۲۰ کیلومترمربع مساحت و ۲۷٬۲۰۸ نفر جمعیت دارد و ۲۶۲ متر بالاتر از سطح دریا واقع شده‌است.